# Ribeirão dos Padilhas
O Ribeirão dos Padilhas é um rio localizado na cidade de Curitiba, Paraná, Brasil, que corta, entre outros bairros da capital paranaense, os bairros do Sítio Cercado e do Alto Boqueirão. O Ribeirão dos Padilhas possui 10,2 km de extensão, nasce no bairro Capão Raso, próximo à Avenida Winston Churchill, que é o divisor de águas naquele ponto, com a sub-bacia do Rio Barigui, e deságua no rio Iguaçu, no bairro Ganchinho, próximo ao Contorno Sul. Possui como principais afluentes os seguintes rios: Arroio Pinheirinho, Arroio Cercado, Arroio Boa Vista, Córrego Vila Osternack e Rio Ganchinho.

## Sub-Bacia do Ribeirão dos Padilhas
A sub-Bacia do Ribeirão dos Padilhas possui área de 33,8 km², situa-se na parte sul do município, e abrange total ou parcialmente os seguintes bairros: Capão Raso, Xaxim, Pinheirinho, Sítio Cercado, Alto Boqueirão e Ganchinho.
Dentre as sub-bacias hidrográficas de Curitiba, é a que tem a menor incidência de áreas verdes e de bosques, perfazendo um total de 2.859.790,98 m², com um índice de 13,16m² de área verde/habitante. 
Na sub-bacia do ribeirão dos Padilhas encontra-se a Estação de Tratamento de Esgoto – ETE Padilha Sul.

## Problemas ambientais
O Ribeirão dos Padilhas, a partir da rua Eduardo Pinto da Rocha, faz limite com o Parque Iguaçu. Este atravessa áreas densamente urbanizadas, até o seu encontro com o Rio Iguaçu. Observam-se situações com ruas e construções, até trechos mais críticos com ocupações marginais, trazendo questões sociais integradas aos problemas ambientais. Nestas áreas urbanas podem ser observadas diversas situações, desde fragmentos de mata ciliar, trechos com vegetação herbácea, vegetação nativa com espécies introduzidas, até faixas de proteção como componente de jardins ou quintais dos moradores ribeirinhos. A existência da faixa de proteção adequada pode ser encontrada apenas em alguns trechos ao longo do rio, sendo que em grande parte é necessário sua recuperação. Em 2004 a SANEPAR (Empresa de Saneamento do Paraná), lançou um programa de saneamento de esgoto, com o intuito de minimizar os impactos causados no rio pelo esgoto que cai lançado por moradores. Apesar de haver sido cobrada uma taxa de 85% do valor da conta dos moradores, todo mês, lançado na conta dos mesmos, nota-se claramente que, até 2010, o esgoto continua caindo livremente no rio, sem nenhum tipo de tratamento. Informações retiradas do folder Bacia do Ribeirão dos Padinhas: conheça mais sobre essa história, da SANEPAR.